# Стаус, Кришелл
Кришелл Стаус (англ. Chrishell Stause; род. 21 июля 1981, Draffenville, Кентукки) — американская актриса мыльных опер.

## Биография
Родилась 21 июля 1981 года в городе Дреффенвилль, штат Кентукки, США. В 2003 году окончила театральный факультет государственного университета Мюррея. Отец Стаус умер 21 апреля 2019 года от рака лёгких. 4 февраля 2020 года, во Всемирный день борьбы с раком, она рассказала, что её матери диагностировали ту же болезнь, от которой умер отец, и что, по прогнозам врачей, ей осталось жить 1-2 месяца.

## Карьера
В 2005 году дебютировала в дневной мыльной опере «Все мои дети», играя Аманду Диллон Мартин. Шоу было закрыто в 2011 году.
В 2013 году она присоединилась к «Дни нашей жизни» в роли Джордан Риджуэй. Она покинула мыльную оперу в начале 2015 года. В 2019 году вернулась к своей роли в сериале. В 2020 году была номинирована на дневную премию «Эмми» в категории «Лучший приглашённый исполнитель в драматическом телесериале».
Вне мыльных опер, Стаус появилась в «Следствие по телу» и «Любовницы».
В 2021 году была номинирована на премию «MTV Movie & TV Awards» в категории «Лучшая драка без сценария» за реалити-шоу «Selling Sunset», в 2022 году получила эту премию в категории «Лучшая звезда реалити-шоу», а в 2023 году вновь была номинирована в категории «Лучшая драка без сценария».

## Личная жизнь
С 28 октября 2017 года Стаус замужем за актёром Джастином Хартли, с которым она встречалась 4 года до их свадьбы. 8 июля 2019 года они расстались, а 22 ноября Хартли подал на развод.

## Фильмография
| Год       |     | Русское название                      | Оригинальное название                      | Роль                 |
| --------- | --- | ------------------------------------- | ------------------------------------------ | -------------------- |
| 2005—2011 | с   | Все мои дети                          | All My Children                            | Аманда Диллон Мартин |
| 2008      | ф   | Распугивание рыбы                     | Scaring the Fish                           | Робин                |
| 2008      | с   | Лука 11:17                            | Luke 11:17                                 | Мэдисон              |
| 2009      | ф   | Малиновая маска                       | The Crimson Mask                           | Джулс                |
| 2011      | ф   | Малиновая маска: Режиссёрская версия  | The Crimson Mask: Director's Cut           | Джулс                |
| 2011      | с   | Следствие по телу                     | Body of Proof                              | Джастин Бефорт       |
| 2012      | с   | Тем временем...                       | Meanwhile...                               | девушка              |
| 2013      | с   | Проклятье малиновой маски             | Curse of the Crimson Mask                  | Джулс                |
| 2013      | кор | Горячие и беспокойные                 | Hot and Bothered                           | Пэйтон               |
| 2013—2023 | с   | Дни нашей жизни                       | Days of our Lives                          | Джордан Риджуэй      |
| 2015      | с   | Обманутый                             | Misguided                                  | Кришелл              |
| 2015      | с   | Любовницы                             | Mistresses                                 | йог                  |
| 2015—2016 | с   | Юношеское изумление                   | Youthful Daze                              | Зои Миллер           |
| 2016      | с   | Молодые и дерзкие                     | The Young and the Restless                 | Беттани Брайант      |
| 2018      | ф   | В другой раз                          | Another Time                               | Джулия Пректор       |
| 2018      | ф   | Канун похищения                       | Eve of Abduction                           | Лила                 |
| 2019      | ф   | Убийца за кулисами                    | Staged Killer                              | Наоми                |
| 2023      | с   | Секс в другом городе: Поколение Q     | The L Word: Generation Q                   | Кришелл              |
| 2023      | ф   | Роза на её могиле: История Рэнди Рота | A Rose for Her Grave: The Randy Roth Story | Лори                 |